# 3-カルボキシ-cis,cis-ムコン酸
3-カルボキシ-cis,cis-ムコン酸（3-carboxy-cis,cis-muconic acid）は、ブラディリゾビウム ジャポニクム（Bradyrhizobium japonicum；ダイズ根粒菌の一種）によるカテキンの代謝生成物である。
3-カルボキシ-cis,cis-ムコン酸シクロイソメラーゼにより2-カルボキシ-2,5-ジヒドロ-5-オキソフラン-2-酢酸から合成される。
カルボキシ-cis,cis-ムコン酸シクラーゼにより3-カルボキシ-2,5-ジヒドロ-5-オキソフラン-2-酢酸から合成される。
プロトカテク酸-3,4-ジオキシゲナーゼにより3,4-ジヒドロキシ安息香酸から合成される。